# 紀王
纪王是中華人民共和國上海市闵行区华漕镇的一個地名，歷史上為纪王鎮，建于元朝，南北长千余米，东西宽近千米。纪王鎮鎮上有纪王大街，為石板街道，街面房屋大多为平房和
二层楼。1937年，大半房屋毁于日军飞机轰炸，后大多恢复。1978年拆除旧街。2001年，纪王鎮并入上海市闵行区华漕镇，纪王鎮降格为纪王村。